# 小心碰頭
小心碰頭是香港歌手張天賦2024年第2首單曲，於2024年8月19日派往電台播放並在翌日由香港華納唱片作數位發行。

## 製作團隊
參考：
- 作曲：張天賦
- 作詞：黃偉文
- 編曲：徐浩、黃兆銘、GooChan
- 監製：徐浩

## 獎項
此單曲獲得2024年度叱咤樂壇頒獎典禮「專業推介叱咤十大」第十名。